# ベルマージュ堺

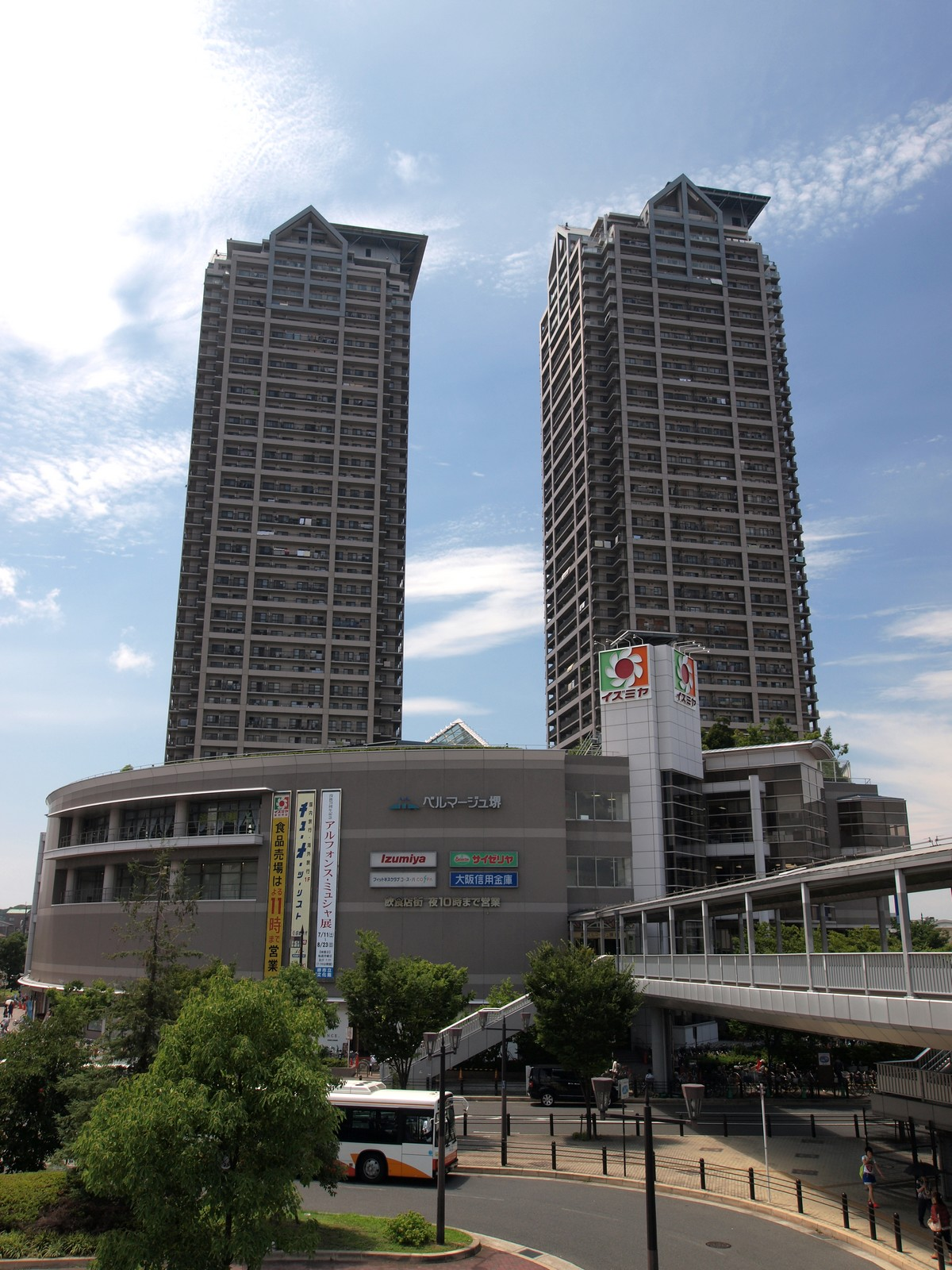
ベルマージュ堺

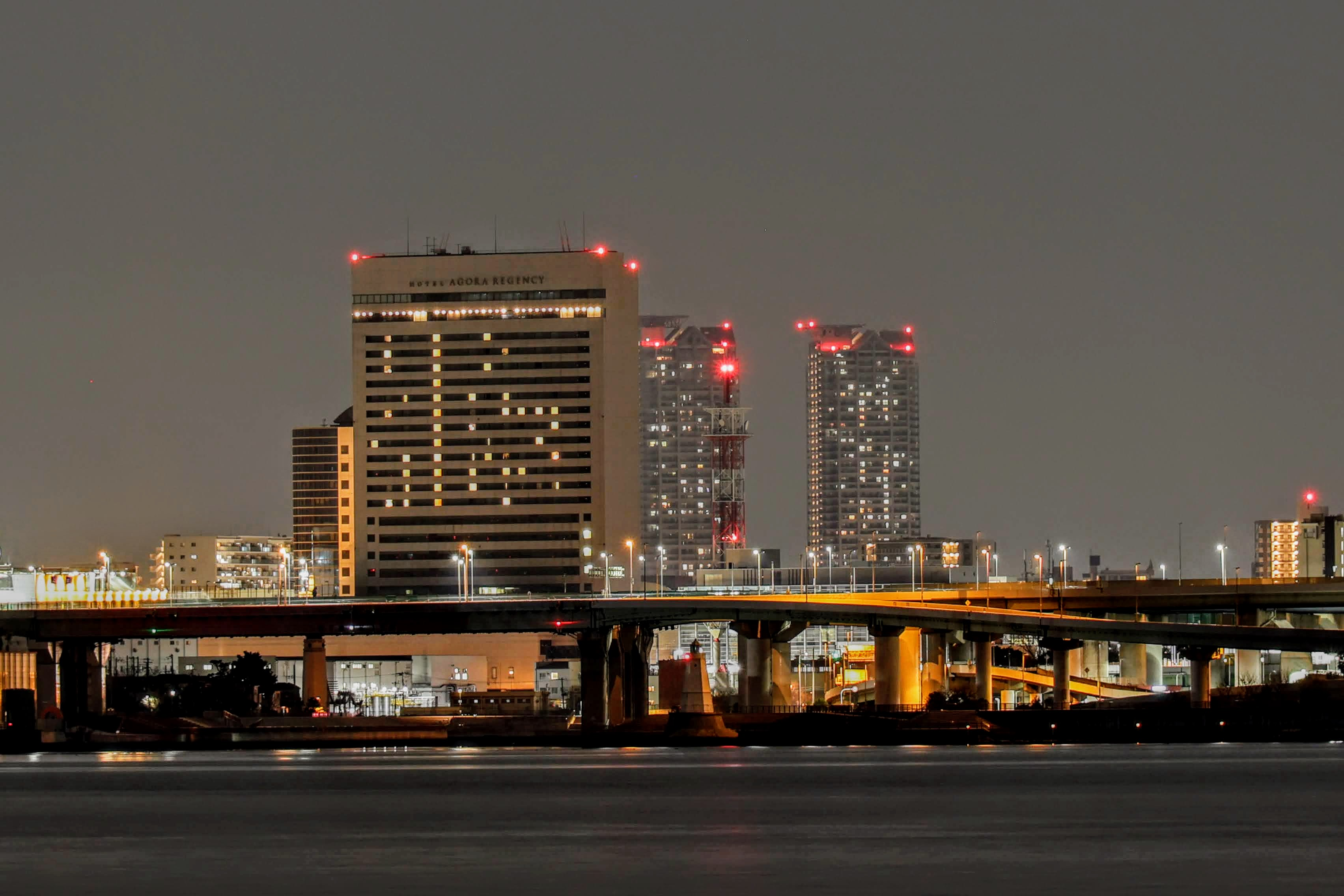
堺市西区築港新町の工業地帯付近から見たベルマージュ堺

ベルマージュ堺（ベルマージュさかい）は、大阪府堺市堺区にある都市再開発地区である。JR西日本阪和線堺市駅西側に位置し、タワーマンション、図書館、商業施設などを含む複合施設となっている。再開発の事業主は住宅・都市整備公団（当時）。

## 概要
南海本線堺駅・高野線堺東駅のように、当初から堺市街の西玄関・東玄関を担う目的で設置された駅と異なり、堺市駅は大日本帝国陸軍による騎兵第4連隊および輜重兵第4大隊の南河内郡金岡村（当時）への移転計画に伴って設置された駅である。そのため、駅は小さく、駅前も閑散としていた。
敗戦後は、駅東側の兵営跡地が金岡公園などに姿を変えたものの、金岡団地・新金岡団地の造成によって人口が急増。堺市街側となる駅西側も次第に市街化し、堺市駅は市の代表駅となるに至った。しかし、駅西側には大阪刑務所と官舎、火葬場、老朽化したゲタ履き住宅（堺市駅前ビル）があるのみで、商業活性化が課題だった。1986年に発表された大阪刑務所の現地立替え（立体化）により余剰地ができることになり、駅前の再開発が計画された。
堺都市計画事業堺市駅前地区第一種市街地再開発事業として、ゲタ履き住宅の地権者であった住宅・都市整備公団が施行者になって建設。1996年7月に着工、1999年2月に竣工し、3月に開業した。高さは142.83mで、堺市内で最も高い建築物である。
「ベルマージュ」の愛称は、公募により決まった。

## 施設概要
- 所在地：大阪府堺市堺区田出井町1番 (北緯34度34分38.0秒 東経135度29分45.8秒 / 北緯34.577222度 東経135.496056度)
- 敷地面積：20,189m2
- 建築面積：14,108m2
- 延床面積：145,597m2
- 総工費：593億9000万円
- ベルマージュ堺壱番館：分譲住宅339戸
  - 地下2階、地上43階建、高さ142.83m（塔屋含む）
  - 駐車場　地下1階～2階　全自動システム　収容台数885台
  - 設計：竹中工務店、大成建設、東海興業
  - 施工：竹中工務店、大成建設、東海興業JV
- ベルマージュ堺弐番館：賃貸住宅395戸、堺市文化館（3～4階、堺アルフォンス・ミュシャ館・ギャラリー）
  - 地下2階、地上43階建、高さ142.83m（塔屋含む）
  - 設計：大林組、奥村組、大日本土木
  - 施工：大林組、奥村組、大日本土木JV
- 商業棟--地上4階建
  - 延床面積：約36,200m2

主要テナントとしてイズミヤのほか、コーナン・大阪信用金庫、スポーツクラブ、堺市立中央図書館堺市駅前分館、専門店、医院などが入る。